# WS026T
WS026T（通称WILLCOM NS） は、かつてウィルコムから発売されていた、W-SIM対応のPHS方式端末。開発・製造は東芝が担当した。

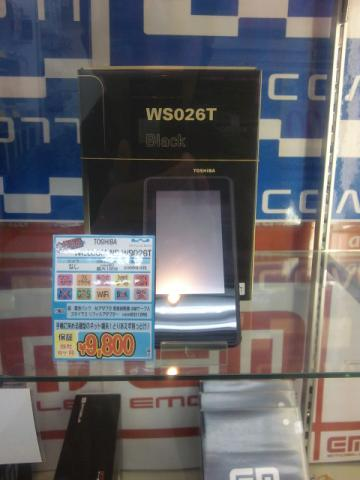
WS026T：本体色はブラックのみ

## 特徴
付属のリフィルアダプタを装着することでシステム手帳に収納可能な、インターネット閲覧専用端末として開発された機種。もともと通話機能が搭載されていない。搭載OSはWindows CE 5.0である。
最も特徴的な事は、「jiglets」という統合アプリケーションが搭載されている点である。あらかじめプリセットされている7つのほか、メモ帳、スケジューラ、地図検索などの「jiglet」アプリを後からダウンロードして設定することも可能である。「jiglets」を使えば本機種を多彩な機能で拡張することが可能となる。
WEBサイト閲覧用として、特徴の異なる二つのブラウザ「jigブラウザ」「NetFront」が搭載されている。ユーザーは閲覧するサイトに合わせて、これらのブラウザを選択出来る。
- 「jigブラウザ」は(上記「jiglets」に含まれる)本機種専用のブラウザで、豊富なオリジナル機能と快適なWEB環境でよりスピーディな情報収集を意図したものであり、またお気に入りのサイトを自動で巡回しデータをローカルで保存することも可能である。ただしJavaScriptおよびFlash Liteに非対応のため、サイトによっては正常に表示されない場合がある。
- 「NetFront」は、ウィルコムで発売される多数の機種に搭載されているブラウザであり、上記「jigブラウザ」で閲覧不可能なサイトは、こちらで正常に表示できる場合がある。

本体のMicroUSB端子は充電およびUSBマスストレージのみ対応のため、外付けUSB機器を接続・使用することは出来ない。
カタログ上ではUSB2.0対応と書かれているが、これはUSB High SpeedかUSB OTGのいずれかに対応していればUSB2.0を謳ってよいという理由による。しかし、ハードウェア的にはUSB High Speedは不可能な上に、USB OTGもファームウェアで無効化されているため、実質的にUSB1.1止まりである。

## 沿革
- 2009年4月15日 発表
- 2009年4月24日 発売